# Ребентиш, Дитер
Дитер Ре́бентиш (нем. Dieter Rebentisch; род. 2 октября 1941, Франкфурт-на-Майне) — немецкий историк.

## Биография
Дитер Ребентиш окончил гуманистическую гимназию имени Генриха фон Гагерна во Франкфурте-на-Майне, в 1961—1965 годах изучал классическую филологию, историю и политические науки во Франкфуртском университете. В 1965—1968 годах являлся научным ассистентом на кафедре современной истории, в 1961—1969 годах — ассистентом радиоколледжа истории при радиостанции Гессена. В 1970 году защитил докторскую диссертацию. В 1971—1979 годах являлся доцентом современной истории города и управления во Франкфуртском университете, в 1979—1980 годах замещал профессорскую ставку по современной истории в Гиссенском университете. В 1981—1982 годах являлся стипендиатом Немецкого научно-исследовательского общества; в 1983—1991 годах — научным референтом Фонда Фридриха Эберта в Бонне. В 1986 году хабилитировался и в 1991—2003 годах руководил Институтом истории города Франкфурта-на-Майне и являлся экстраординарным профессором Франкфуртского университета.
Дитер Ребентиш женат на историке Ангелике Ребентиш-Рааб.

## Труды
- Führerstaat und Verwaltung im Zweiten Weltkrieg: Verfassungsentwicklung und Verwaltungspolitik 1939—1945. Steiner-Verl., Wiesbaden 1989, ISBN 3-515-05141-4.
- Ludwig Landmann: Frankfurter Oberbürgermeister d. Weimarer Republik. Steiner, Wiesbaden 1975, ISBN 3-515-01993-6.
- Friedrich Ebert und die Paulskirche: die Weimarer Demokratie und die 75-Jahrfeier der 1848er Revolution. Stiftung Reichspräsident-Friedrich-Ebert-Gedenkstätte, Heidelberg 1998, ISBN 3-928880-24-1.